# Нагара (посёлок)
Нагара (яп. 長柄町 Нагара-мати) — посёлок в Японии, находящийся в уезде Тёсей префектуры Тиба. Площадь посёлка составляет 47,20 км², население — 7521 человек (1 августа 2014), плотность населения — 159,34 чел./км².

## Географическое положение
Посёлок расположен на острове Хонсю в префектуре Тиба региона Канто. С ним граничат города Мобара, Итихара и посёлок Тёнан.

## Население
Население посёлка составляет 7521 человек (1 августа 2014), а плотность — 159,34 чел./км². Изменение численности населения с 1980 по 2005 годы:
| 1980 | 7487 чел. |  |
| 1985 | 7973 чел. |  |
| 1990 | 8285 чел. |  |
| 1995 | 8846 чел. |  |
| 2000 | 8625 чел. |  |
| 2005 | 8564 чел. |  |